# Heahberht
Pour l'évêque de Worcester, voir Heahberht (évêque).
Heahberht est un roi du Kent du milieu du VIIIe siècle.

## Biographie
Heahberht règne conjointement avec Ecgberht II, apparaissant sur deux chartes émises par ce dernier. La première date de 765 et concerne une donation à l'évêque de Rochester Eardwulf à Rochester, donation confirmée par Heahberht, puis par Offa de Mercie. La deuxième concerne une donation à Diora (en), le successeur d'Eardwulf à Rochester, à Halling ; il est impossible de la dater plus précisément que de la fourchette 765-785. Cette fois-ci, Heahberht ne confirme pas la donation d'Ecgberht et apparaît seulement dans la liste des témoins. La troisième et dernière charte sur laquelle témoigne Heahberht concerne également une donation à Eardwulf, cette fois-ci à Islingham, mais elle est émise par Offa de Mercie et non par Ecgberht II. Son authenticité a été remise en question par plusieurs historiens.
Puisque Ecgberht règne sur l'ouest du Kent, autour de Rochester, il semble que Heahberht ait régné sur la moitié orientale du royaume, autour de Cantorbéry. Il pourrait avoir été placé sur le trône comme roi-client par Offa. Après sa disparition des sources, Ecgberht apparaît comme seul roi de tout le Kent,.